# Troisième bataille de Luçon
Pour les articles homonymes, voir Bataille de Luçon.
Guerre de Vendée
La bataille de Luçon a lieu le 14 août 1793 lors de la guerre de Vendée. Elle s'achève par la victoire des républicains qui repoussent l'attaque des Vendéens contre Luçon et leur infligent une des plus lourdes défaites du conflit.

## Prélude
Après son échec à la deuxième bataille de Luçon, l'état-major vendéen se réunit au château de La Boulaye, à Châtillon-sur-Sèvre. Un émissaire, Vincent de Tinténiac, ancien membre de l'Association bretonne, se présente aux Vendéens porteur de lettres écrites par Henry Dundas. Il s'agit alors du premier contact établi par le gouvernement britannique avec les Vendéens. Dans ce courrier, Henry Dundas demande aux Vendéens de franchir la Loire et de prendre un port dans les côtes du nord de la Bretagne, afin de pouvoir faire débarquer des troupes. Il demande également à connaître les plans et les objectifs des Vendéens, ainsi que des forces dont ils disposent. Tinténiac repart par la suite pour la Grande-Bretagne avec la réponse des chefs vendéens qui demandent au comte de Provence et au comte d'Artois de débarquer dans l'Ouest à la tête de soldats de l'armée des émigrés.
Cependant, les officiers vendéens sont divisés à propos de la suite des opérations. Bonchamps et Talmont sont favorables au plan anglais. En revanche, le général en chef Maurice d'Elbée, soutenu par Lescure, estime qu'après la défaite de Nantes, une nouvelle tentative de passage au nord de la Loire semble trop difficile. Il juge que l'armée a besoin de poudre et de munitions et que les villes du sud de la Vendée semblent plus vulnérables. Aussi décide-t-il de marcher sur Luçon.
D'Elbée, à la tête de la Grande armée, fait aussi appel à l'armée du Centre et l'armée du Bas-Poitou, commandées respectivement par Royrand et Charette. Les trois forces se réunissent à Chantonnay, puis marchent sur Luçon, tandis que Charles de Bonchamps reste au nord pour protéger l'Anjou.
À Luçon, le général Augustin Tuncq a été destitué depuis peu par le général Rossignol, le commandant en chef de l'armée des côtes de La Rochelle, pour l'avoir accusé d'incompétence. Cependant, le 13 août, les Républicains apprennent que les Vendéens marchent sur Luçon. Aussi, les représentants en mission Jean François Marie Goupilleau de Fontenay et François-Louis Bourdon décident de maintenir Tuncq à son commandement et le chargent de repousser les Vendéens.

## Déroulement

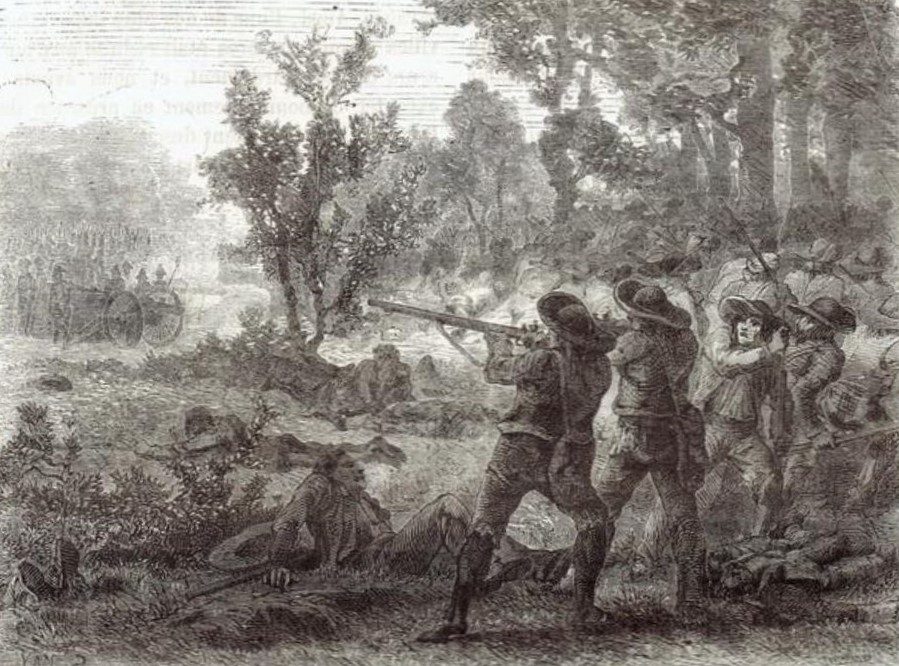
Le général Tuncq met en fuite quarante mille Vendéens, illustration de Yan' Dargent, 1866.

C'est à l'auberge du Bon Pasteur, à Sainte-Hermine, que se rassemblent les généraux vendéens pour préparer le plan d'attaque de la ville de Luçon. On prête à Charette cette phrase téméraire : « Je puis prendre la ville seul ».
Le 14 août, à 5 heures du matin, les Vendéens sont devant Luçon. D'Elbée, Royrand et La Rochejaquelein occupent le flanc gauche, Lescure et Marigny le centre, Charette et Joly le flanc droit. Le plan d'attaque a été établi par Lescure : il s'agit de lancer plusieurs attaques à différents échelons.
Tuncq déploie ses troupes dans la plaine, au nord de la ville. Bien qu'elles soient déjà très inférieures en nombre, il tente de faire croire aux Vendéens que ses forces sont plus inférieures encore. l cache son artillerie au centre, derrière un bataillon, tandis que d'autres soldats sont couchés au sol. 
Lorsque les Vendéens attaquent, les fantassins républicains ouvrent le feu, puis se replient sur la ville. L'artillerie républicaine ouvre le feu à son tour, causant de grandes pertes aux Vendéens sur la plaine et freinant leur avance. Une grande confusion et un manque de coordination commencent alors à régner dans les rangs vendéens. Sur le flanc droit, Charette, épargné par les tirs d'artillerie, progresse beaucoup plus vite que le reste de l'armée. La cavalerie de Talmont s'est empêtrée dans l'artillerie de Marigny. Sur le flanc gauche, La Rochejaquelein s'égare. D'Elbée se redéploie au centre, afin d'appuyer Royrand. Tuncq lance alors la contre-attaque : il délaisse Charette et attaque le centre. Les Vendéens paniquent et prennent la fuite, poursuivis par la cavalerie républicaine. Isolé, Charette bat en retraite pour ne pas se retrouver à combattre toutes les forces républicaines.

## Pertes
Les Vendéens fuient jusqu'à Chantonnay, laissant de nombreux tués sur le terrain, dont Baudry d'Asson. Leurs pertes sont estimées de 5 000 à 6 000 morts selon le rapport républicain. Selon les mémoires de Victoire de Donnissan de La Rochejaquelein, les Vendéens perdent 1 500 hommes dans cette bataille qui est alors la plus désastreuse de toutes celles qui s'étaient déroulées jusqu'à présent. D'après les mémoires de Jeanne-Ambroise de Sapinaud de Bois-Huguet, les pertes vendéennes furent de 2 000 morts. Dans ses mémoires, Bertrand Poirier de Beauvais, estime les pertes à 4 000 tués au plus. Il écrit : « Notre perte fut considérable, et ce jour nous coûta plus à lui seul que tous les combats soutenus jusqu'alors ».

## Conséquences
Les chefs vendéens se retrouvent à Chantonnay, mais ils se rejettent mutuellement la responsabilité de la défaite. D'Elbée impute la déroute au plan de Lescure, qui répond à d'Elbée qu'il l'avait approuvé. Charette reproche à l'armée d'Anjou d'avoir abandonné le champ de bataille. Des officiers de l'armée d'Anjou reprochent également à Royrand d'avoir enrôlé des paroisses protestantes soupçonnées de sympathies républicaines qui auraient aggravé la déroute. Finalement, les chefs se séparent aigris.
Après avoir repoussé les Vendéens à deux reprises à Luçon, Tuncq est quant à lui confirmé dans son commandement et est promu au grade de général de division.